# Initial D (película)
Initial D es una película de acción china de 2005 dirigida por Andrew Lau y Alan Mak. Es una adaptación cinematográfica de la serie de manga japonesa Initial D de Shūichi Shigeno, con elementos combinados de la primera, segunda y tercera etapas. El personaje principal, Takumi Fujiwara, es interpretado por Jay Chou en su debut como actor cinematográfico.

## Trama
Takumi Fujiwara es un estudiante de secundaria que ha estado entregando tofu a los resorts en el Monte Akina en el Toyota Sprinter Trueno AE86 de su padre Bunta. También trabaja a tiempo parcial en una gasolinera donde su amigo Itsuki, el hijo del propietario y un desertor de la escuela secundaria, aspira a ser un corredor callejero. Natsuki Mogi, una atractiva compañera de clase, sonríe mientras camina junto a Takumi, pero en secreto tiene citas con un sugar daddy que conduce un Mercedes.
Los corredores callejeros Takeshi Nakazato de NightKids, que conduce un Nissan Skyline GT-R, y Ryousuke Takahashi de RedSuns, que conduce un Mazda RX-7 (FC), hablan sobre competir entre ellos después de derrotar a la competencia en Akina. Cuando Takeshi visita la gasolinera para desafiar al dios de las carreras del monte Akina, Itsuki (con Takumi montando a su lado) llega para defender ese título, pero en la carrera que sigue, Itsuki se avergüenza por completo y daña su Nissan Silvia. Sin embargo, Takeshi luego es derrotado en una carrera no oficial por el AE86. Takeshi regresa a la gasolinera para preguntar quién es el dueño del AE86. Yuichi le pregunta a Bunta si ha vuelto a correr; se entera de que Takumi ha estado conduciendo el AE86 durante los últimos cinco años y ha ido mejorando constantemente sus habilidades de carrera. Natsuki quiere tener una cita en la playa con Takumi, por lo que Bunta acepta prestarle el auto y llenar el tanque de gasolina siempre que gane la carrera en Akina.
Takumi derrota a Takeshi en la carrera cuesta abajo frente a Ryousuke, Itsuki y los otros RedSuns y NightKids. Natsuki y Takumi disfrutan de una cita en la playa. Takumi le enseña a Itsuki cómo competir con un Trueno que ha comprado. A la mitad de la montaña, Seiji Iwaki del Emperor Team en su Mitsubishi Lancer Evolution IV, se burla de ellos y enoja a Takumi hasta el punto de que corre y derrota a Seiji, lo que hace que este último gire y dañe el costado de su Evo. .
Takumi descubre que el automóvil de Itsuki no funciona como el automóvil de su padre, por lo que Ryousuke le dice que ha sido ajustado y modificado a medida. Takumi acepta competir con Ryousuke en tres semanas, pero en el camino cuesta abajo, el líder del equipo Emperor, Kyouichi Sudo, en su Lancer Evo III (E3) supera a Takumi; en la carrera que siguió, el motor del AE86 se descompuso. Ryousuke le dice a Takumi que desafiará a Kyouichi y se ofrece a prestarle uno de sus autos, pero Takumi se niega. Bunta le dice a Takumi que Natsuki visitará su ciudad natal durante dos semanas. Bunta y Yuuichi tienen el AE86 equipado con un nuevo motor de carreras . Takumi lucha bien con el auto modificado hasta que Bunta le muestra cómo aprovechar su nueva mecánica.
Después de ver a Natsuki con el chico del Mercedes que viene de un love hotel, Itsuki le dice a Takumi que Natsuki es una prostituta, lo que enfurece a Takumi y pelean. La tarde antes de la carrera, cree ver a Natsuki en el Mercedes en un cruce de ferrocarril, pero no puede alcanzarlos. Más tarde llama a Natsuki, quien le dice que regresará esta noche pero que está con el tipo de Mercedes a quien le dice que ya no pueden verse.
En el enfrentamiento, Ryousuke se ofrece a formar equipo con Takumi para derrotar a Kyouichi, pero Takumi se niega. Durante la carrera, Ryousuke deja que Kyouichi lo pase y luego lo sigue de cerca. Ryousuke y Takumi usan el truco de la cuneta para adelantar a Kyouichi. A pesar de los mensajes de advertencia de un conductor que sube la colina, el E3 de Kyouichi intenta adelantar a los dos, pero se ve obligado a desviarse de la carretera del automóvil que se aproxima y se cae por el acantilado, totalizando su Lancer Evo III. Ryousuke adelanta a Takumi en las cinco curvas cerradas. Bunta les explica a los observadores que los neumáticos del FC están perdiendo agarre y que depende de Takumi competir contra sí mismo y no contra su oponente. Takumi se enfrenta a Ryousuke en la última curva cerrada para ganar la carrera.
Ryousuke le ofrece a Takumi unirse a su nuevo equipo de carreras, pero Takumi va a ver a Natsuki. Sin embargo, ve que el tipo de Mercedes deja a Natsuki con un abrazo. Takumi y Natsuki se ven, pero Takumi sale corriendo, mientras que Natsuki cae al suelo llorando. Takumi se aleja entre lágrimas. Takumi llama a Itsuki para disculparse y luego llama a Ryousuke para aceptar su oferta de unirse al equipo de Ryousuke (Project D).

## Elenco
- Jay Chou como Takumi Fujiwara

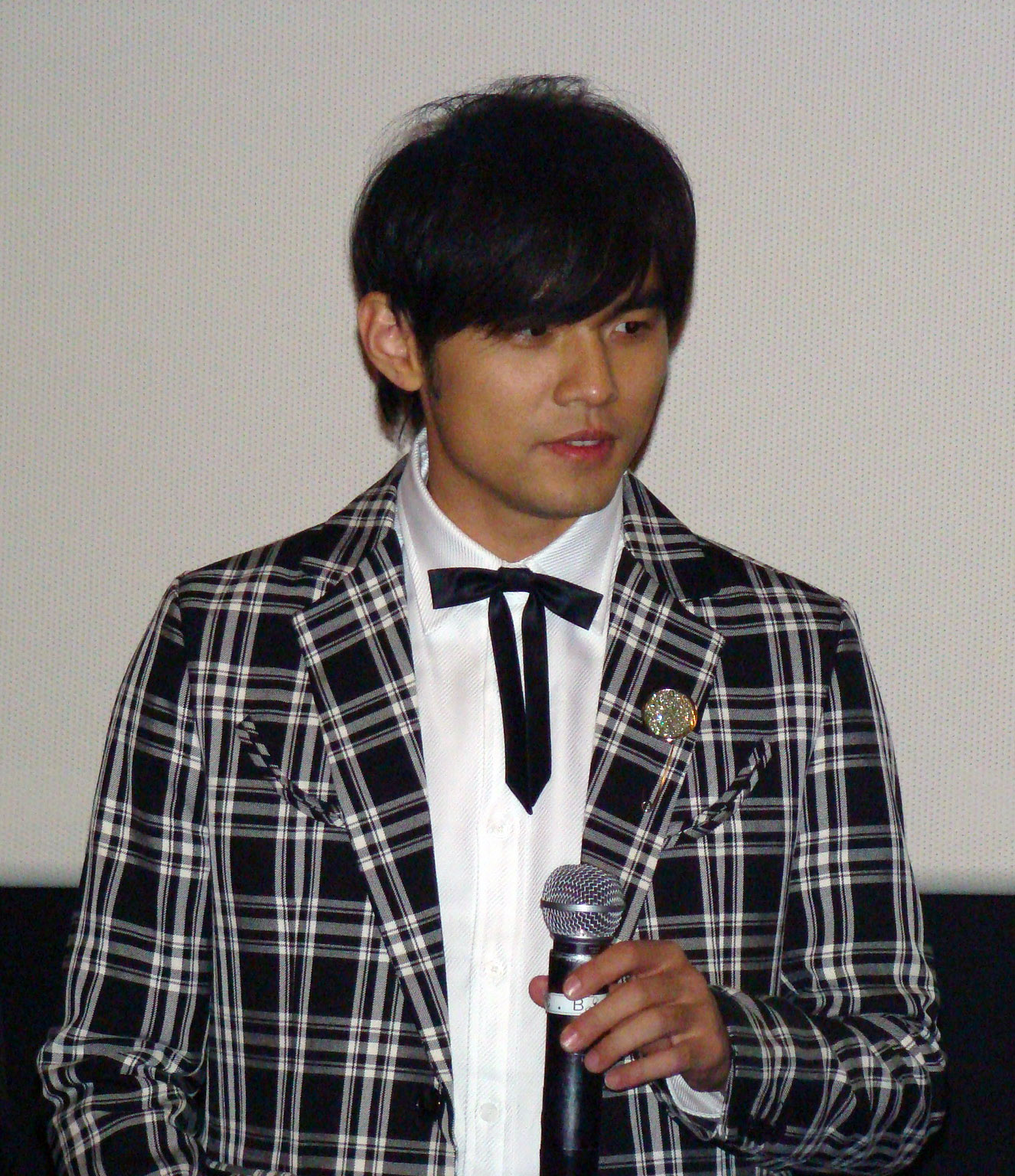
Jay Chou debutando como actor en Initial D

- Anne Suzuki como Natsuki Mogi, compañera de clase e interés amoroso de Takumi
- Edison Chen como Ryousuke Takahashi, líder de los RedSuns
- Anthony Wong como Bunta Fujiwara, el padre de Takumi, un ex corredor que ahora dirige una tienda de tofu.
- Shawn Yue como Takeshi Nakazato, líder de los NightKids
- Chapman To como Itsuki Takeuchi, amigo de Takumi y líder de Akina SpeedStars. Su padre es dueño de la gasolinera.
- Jordan Chan como Kyouichi Sudou, líder del Equipo Emperador
- Kenny Bee como Yuuichi Tachibana, el dueño de la gasolinera y amigo de Bunta
- Tsuyoshi Abe como Kenji, uno de los empleados de la gasolinera que es miembro de Akina SpeedStars
- Liu Keng Hung, como Seiji Iwaki, miembro del Equipo Emperador
- Chie Tanaka como Miya, una empleada de gasolinera con la que Itsuki sale
- Kazuyuki Tsumura como Mr. X, el sugar daddy de Natsuki

## Producción
Las versiones de Hong Kong, Taiwán, Japón, Estados Unidos y Gran Bretaña tienen bandas sonoras diferentes.

## Estreno
"Initial D" se estrenó el 23 de junio de 2005 en varios mercados asiáticos, incluidos Hong Kong, Japón, Tailandia, Singapur, Corea del Sur, Taiwán y China continental. En Filipinas, la película se estrenó el 12 de julio de 2006. En América del Norte, la película se proyectó en el Festival Internacional de Cine de Chicago el 15 de octubre de 2005 y tuvo una presentación limitada en the Imaginasian Theatre en la ciudad de Nueva York el 30 de diciembre de 2005.

## Medios domésticos
Initial D se lanzó como directo a video DVD en Australia el 21 de octubre de 2005. Se lanzó en el Reino Unido el 28 de abril y Filipinas el 12 de julio de 2006. Tai Seng Entertainment, el distribuidor de Initial D en los Estados Unidos, lanzó Initial D en Blu-ray el 22 de enero de 2008. Este es un lanzamiento exclusivo para el formato Blu-ray que incluía un doblaje en inglés
En Japón, el lanzamiento de DVD vendió 250,000 unidades, recaudando aproximadamente ¥998 millones ($13 millones) en ingresos por ventas de videos.

## Banda sonora
La canción de AAA "Blood on Fire" (2005), el tema principal de la película, vendió 58.052 unidades individuales, recaudando aproximadamente ¥29.03 millones.[cita requerida] La canción insertada de Mink "Beautiful" vendió 2,786 unidades, recaudando ¥2.93 millones.
El lanzamiento de la película en el Reino Unido presenta una banda sonora completamente diferente compuesta y compilada por Richie Warren de Fuel.

## Recepción crítica
En review aggregator sitio web Rotten Tomatoes, la película recibió una calificación de aprobación del 33% según 6 reseñas, con una calificación promedio de 4.1/10.

## Premios
Initial D ganó seis premios de 15 nominaciones de la 42ª Golden Horse Awards en 2005 y la 25th Hong Kong Film Awards en 2006.

### 42nd Golden Horse Awards
| Categoría                 | Nominación                                         | Resultado | Ref    |
| ------------------------- | -------------------------------------------------- | --------- | ------ |
| Mejor actor de reparto    | Anthony Wong Chau-Sang                             | Ganador   | [ 10 ] |
| Mejor nuevo intérprete    | Jay Chou                                           | Ganador   | [ 10 ] |
| Mejor guion adaptado      | Felix Chong Man-Keung                              | Nominado  | [ 10 ] |
| Mejor canción original    | "飄移" (Drifting) de Jay Chou de November's Chopin | Nominado  | [ 10 ] |
| Mejores efectos visuales  | Victor Wong, Eddy Wong, Bryan Cheung               | Nominado  | [ 10 ] |
| Mejores efectos de sonido | Kinson Tsang King-Cheung                           | Nominado  | [ 10 ] |

### 25th Hong Kong Film Awards
| Categoría                   | Nominación                                         | Resultado | Ref    |
| --------------------------- | -------------------------------------------------- | --------- | ------ |
| Mejor actor de reparto      | Anthony Wong Chau-Sang                             | Ganador   | [ 11 ] |
| Mejor nuevo actor           | Jay Chou                                           | Ganador   | [ 11 ] |
| Mejor diseño de sonido      | Kinson Tsang King-Cheung                           | Ganador   | [ 11 ] |
| Mejores efectos visuales    | Victor Wong, Eddy Wong, Bryan Cheung               | Ganador   | [ 11 ] |
| Mejor película              | Initial D                                          | Nominado  | [ 11 ] |
| Mejor director              | Andrew Lau Wai-Keung, Alan Mak Siu-Fai             | Nominado  | [ 11 ] |
| Mejor edición               | Wong Hoi                                           | Nominado  | [ 11 ] |
| Mejor banda sonora original | Chan Kwong-Wing                                    | Nominado  | [ 11 ] |
| Mejor canción original      | "飄移" (Drifting) de Jay Chou de November's Chopin | Nominado  | [ 11 ] |

## Secuela cancelada
Se ha estado discutiendo una secuela desde el año siguiente después del debut de la película. Sin embargo, no se pudo llegar a una conclusión concreta debido a obstáculos que incluyen la trama, los lugares de filmación, el elenco y razones de seguridad. En marzo de 2014, el director y productor, Andrew Lau, volvió a confirmar en una entrevista exclusiva que seguramente seguirá una secuela, pero no se pronuncia sobre la fecha de estreno. Jay Chou y Edison Chen repetirán sus papeles. En 2018, Felix Chong, el guionista de la primera película, declaró que él y Lau anteriormente tenían planes para desarrollar la secuela, pero desde entonces ambos pasaron a otros proyectos, citando que los costos de producción eran demasiado altos debido a la insistencia de Lau en usar autos reales en lugar de CGI.  En 2020, el director Andrew Lau declaró que si se pone en producción una secuela, probablemente no la dirigiría, citando el costo que la primera película tuvo en su salud, problemas de licencia y, una vez más, problemas de presupuesto, y también sugirió que Takumi debería asumir un papel de mentor similar al de su padre en la primera película.  Ahora se considera que la secuela está en el Infierno del desarrollo.